# Estilhaços Cinemáticos
Estilhaços Cinemáticos é um álbum dos músicos portugueses Adolfo Luxúria Canibal, António Rafael, Henrique Fernandes e Jorge Coelho, lançado em 2014.

## Compilação
O disco compila os temas do espectáculo Estilhaços Cinemáticos apresentado a 11 de Maio de 2013 nos Encontros de Cinema de Viana do Castelo, com textos de Adolfo Luxúria Canibal inspirados nos livros de ilustração Fitz…, de Filipe Abranches, Sétimo Selo, de Jorge Nesbitt, Ângulo Morto, de João Fazenda, O Espírito da Colmeia, de Luís Henriques, A Valquíria e o Inominável, de Miguel Rocha, Dead Man, de António Gonçalves, O Percutor Harmónico, de André Lemos, e Eu Não Reino, de Pedro Nora, por sua vez inspirados nos filmes Fitzcarraldo, de Werner Herzog, Det Sjunde Inseglet de Ingmar Bergman, Vertigo, de Alfred Hitchcock, El Espiritu de la Colmena, de Victor Erice, El Angel Exterminador, de Luis Buñuel, Dead Man, de Jim Jarmush, C’Era Una Volta Il West, de Sergio Leone, e Vai e Vem, de João César Monteiro, que foram editados pela "Ao Norte" na colecção Os Filmes da Minha Vida.

## Faixas
1. Na Crista da Demência (Adolfo Luxúria Canibal / António Rafael)
2. Entre Deus e o Diabo (Adolfo Luxúria Canibal / António Rafael)
3. A Mulher do Anterior Inquilino (Adolfo Luxúria Canibal / Jorge Coelho)
4. Nas Asas do Veneno (Adolfo Luxúria Canibal / António Rafael)
5. Delícias Armadilhadas (Adolfo Luxúria Canibal / Henrique Fernandes)
6. Iluminações da Matéria (Adolfo Luxúria Canibal / Henrique Fernandes)
7. Canícula Sem Fim (Adolfo Luxúria Canibal / António Rafael)
8. A Minha Missão É Outra (Adolfo Luxúria Canibal / Jorge Coelho)

## Ficha técnica
- Adolfo Luxúria Canibal – voz
- António Rafael – piano, sintetizador, electrónica, percussão, coros
- Henrique Fernandes – contrabaixo eléctrico, coros
- Jorge Coelho - guitarras, coros

Gravado e misturado em Agosto de 2013 por Paulo Miranda, com assistência de Margarida Faria, no AMPstudio, em Viana do Castelo.
Masterizado em Novembro de 2013 por Frederico Cristiano no estúdio 4.º À Esquerda, em Braga.